# Micrurus corallinus
Micrurus corallinus là một loài rắn trong họ Rắn hổ. Loài này được Merrem mô tả khoa học đầu tiên năm 1820.